# 永井葉月
永井葉月（日语：／ Nagai Hazuki，1994年8月15日—），岐阜縣出生，日本女子曲棍球運動員，亦為日本國家女子曲棍球隊成員。畢業於岐阜県立岐阜各務野高校。其後加入索尼公司，現為旗下HC BRAVIA Ladies曲棍球隊成員，隊員編號10號。

## 簡歷
2016年，永井葉月代表日本出戰巴西里约热内卢舉行的奥林匹克运动会女子曲棍球比賽。日本隊最終排名小组第五位，無緣晉級。